# Arctosa lagodechiensis
Arctosa lagodechiensis là một loài nhện trong họ Lycosidae.
Loài này thuộc chi Arctosa. Arctosa lagodechiensis được Mcheidze miêu tả năm 1997.